# X 3600
X 3600 — французский дизель-поезд. Производился в 1948-1949 году. Эксплуатировались во всей континентальной Франции. Всего было построено 35 составов. По состоянию на 12 июля 2011 сохранилось 2 поезда данной модели. 